# Novobiriljussy
Novobiriljussy (in russo Новобирилюссы?) è un villaggio della Russia asiatica, situato nel Territorio di Krasnojarsk. È il centro amministrativo del distretto Biriljusskij.
Si trova sulla riva destra del fiume Čulym, a 78 km dalla stazione ferroviaria di Ačinsk.